# A Severa (filme)
A Severa (1930) é um filme de José Leitão de Barros, o primeiro filme sonoro produzido em Portugal e realizado por um português. Baseia-se na obra com o mesmo nome do dramaturgo Júlio Dantas.
Estreou no Teatro São Luíz, Lisboa, em 18 de Junho de 1931 e foi um enorme sucesso; esteve mais de 6 meses em cartaz, tendo sido visto por cerca de 200 mil espectadores.

## Sinopse
A história desenrola-se no século dezanove e narra as aventuras dum jovem cavaleiro, D. João, Conde de Marialva, cujo amor se divide entre a mítica e insinuante cigana Severa — que a lenda consagrou como fadista desditosa —, e uma fidalga. O enredo, ambientado nas lezírias e nas touradas, baseia-se na obra de Júlio Dantas, ressaltando os costumes populares e aspetos da sociedade de 1848.
"A Severa é sobretudo uma crónica visual de gente triste e desajeitada (…). E que, entre campinos nas lezírias (a soberba abertura do filme), touradas à antiga portuguesa e quase todo o arsenal folclórico, vai desencantar uma tipologia humana, que aceita sem revolta a fatalidade e a miséria e dessa inércia ou desse abandono retira a sua força dramática. É nesse sentido que A Severa foi e é um dos mais admiráveis retratos de Portugal, combinando a pequena maldade com a grande complacência. Poucos imaginários visuais nos restituíram tão bem séculos de existência entre uivos de heroísmo e renúncias inconfessadas".

## Ficha técnica
- Produção: Sociedade Universal de Superfilmes (SUS)
- Argumento: Leitão de Barros
- Música: Frederico de Freitas
- Som: Waldemar Most
- Misturas: Lilly Jumelle
- Montagem: Olavo d'Eça Leal

## Elenco
- Dina Teresa - Severa
- António Luis Lopes - D. João, Conde de Marialva
- Ribeiro Lopes - Custódia
- Costinha - Marquês de Seide
- Maria Sampaio - Marquesa de Seide
- Silvestre Alegrim - Timpanas
- António Fagim - Romão Alquilador
- Patrício Álvares - Diogo
- Maria Isabel - Chica
- António de Almeida Lavradio - José
- Oliveira Martins
- Regina Montenegro
- Luísa Durão
- Perpétua Santos
- Mariana Alves
- Participação de Francis Graça